# The Chainsmokers
The Chainsmokers is een Amerikaans dj-duo bestaande uit Andrew Taggart en Alex Pall. In 2017 heeft ook de drummer Matt McGuire zich bij de band gevoegd.

## Biografie
The Chainsmokers begon in 2012 als danceproject. In 2014 braken ze door met de single #Selfie. In 2016 scoorden ze hits als All we know, Don't let me down en Closer. Met laatstgenoemd nummer, een samenwerking met zangeres Halsey, hadden ze een wereldhit die in verschillende landen op nummer 1 kwam (waaronder in Nederland, Vlaanderen, de Verenigde Staten en het Verenigd Koninkrijk).
In 2017 brachten The Chainsmokers hun eerste studioalbum Memories... do not open uit. De eerste single van dit album, Paris, leverde hen internationaal opnieuw een grote hit op. Dit gold ook voor de single Something just like this, een samenwerking met Coldplay.

## Discografie

### Albums
| Album met eventuele hitnotering(en) in de Nederlandse Album Top 100 | Datum van verschijnen | Datum van binnenkomst | Hoogste positie | Aantal weken | Opmerkingen |
| ------------------------------------------------------------------- | --------------------- | --------------------- | --------------- | ------------ | ----------- |
| Memories... do not open                                             | 2017                  | 15-04-2017            | 3               | 41           |             |
| Sick boy... Side effects                                            | 2018                  | 18-08-2018            | 41              | 27*          | ep          |

| Album met hitnotering(en) in de Vlaamse Ultratop 200 albums | Datum van verschijnen | Datum van binnenkomst | Hoogste positie | Aantal weken | Opmerkingen |
| ----------------------------------------------------------- | --------------------- | --------------------- | --------------- | ------------ | ----------- |
| Memories... do not open                                     | 2017                  | 15-04-2017            | 2               | 61           |             |
| Sick boy... Side effects                                    | 2018                  | 11-08-2018            | 57              | 34*          | ep          |

### Singles
| Single met eventuele hitnotering(en) in de Nederlandse Top 40 | Datum van verschijnen | Datum van binnenkomst | Hoogste positie | Aantal weken | Opmerkingen                                                          |
| ------------------------------------------------------------- | --------------------- | --------------------- | --------------- | ------------ | -------------------------------------------------------------------- |
| #Selfie                                                       | 2014                  | 22-03-2014            | 9               | 9            | Nr. 12 in de Single Top 100                                          |
| Roses                                                         | 2015                  | 13-02-2016            | 15              | 12           | met ROZES / Nr. 18 in de Single Top 100                              |
| Don't Let Me Down                                             | 2016                  | 09-04-2016            | 7               | 25           | met Daya / Nr. 5 in de Single Top 100                                |
| Closer                                                        | 2016                  | 20-08-2016            | 1(4wk)          | 24           | met Halsey / Nr. 1 in de Single Top 100                              |
| All We Know                                                   | 29-09-2016            | 29-10-2016            | 15              | 14           | met Phoebe Ryan / Nr. 21 in de Single Top 100 / Alarmschijf          |
| Setting Fires                                                 | 2016                  | -                     |                 |              | met XYLØ / Nr. 84 in de Single Top 100                               |
| Paris                                                         | 2017                  | 28-01-2017            | 4               | 16           | met Emily Warren / Nr. 4 in de Single Top 100 / Alarmschijf          |
| Something Just Like This                                      | 2017                  | 04-03-2017            | 4               | 22           | met Coldplay / Nr. 6 in de Single Top 100 / Alarmschijf              |
| The One                                                       | 2017                  | 01-04-2017            | tip11           | -            | Nr. 47 in de Single Top 100                                          |
| Break Up Every Night                                          | 2017                  | -                     |                 |              | Nr. 72 in de Single Top 100                                          |
| Honest                                                        | 2017                  | 22-07-2017            | tip21           | -            |                                                                      |
| Sick Boy                                                      | 17-01-2018            | 03-02-2018            | 28              | 8            | Nr. 17 in de Single Top 100                                          |
| You Owe Me                                                    | 2018                  | -                     |                 |              | Nr. 83 in de Single Top 100                                          |
| Side Effects                                                  | 2018                  | 18-08-2018            | 14              | 9            | met Emily Warren / Nr. 67 in de Single Top 100 / Alarmschijf         |
| Hope                                                          | 2018                  | 22-12-2018            | tip10           | -            | met Winona Oak / Nr. 70 in de Single Top 100                         |
| Who Do You Love                                               | 2019                  | 16-02-2019            | 16              | 9            | met 5 Seconds of Summer / Nr. 52* in de Single Top 100 / Alarmschijf |
| Call You Mine                                                 | 2019                  | 22-06-2019            | 23              | 6            | met Bebe Rexha                                                       |
| Takeaway                                                      | 2019                  | 12-10-2019            | tip4            | -            | met Illenium & Lennon Stella                                         |
| Family                                                        | 2019                  | 21-12-2019            | 25              | 7            | met Kygo                                                             |
| High                                                          | 2022                  | 12-02-2022            | 29              | 2*           |                                                                      |
| Jungle                                                        | 2023                  | 22-10-2023            | 14              | 14*          | met Alok & Mae Stephens                                              |

| Single met hitnotering(en) in de Vlaamse Ultratop 50 | Datum van verschijnen | Datum van binnenkomst | Hoogste positie | Aantal weken | Opmerkingen                       |
| ---------------------------------------------------- | --------------------- | --------------------- | --------------- | ------------ | --------------------------------- |
| #Selfie                                              | 2014                  | 22-03-2014            | 14              | 22           |                                   |
| Roses                                                | 2015                  | 16-01-2016            | 31              | 14           | met ROZES Goud                    |
| Don't Let Me Down                                    | 2016                  | 16-04-2016            | 4               | 30           | met Daya 3x Platina               |
| Inside Out                                           | 2016                  | 18-06-2016            | tip             | -            | met Charlee                       |
| Closer                                               | 2016                  | 13-08-2016            | 1(6wk)          | 30           | met Halsey 3x Platina             |
| Setting Fires                                        | 2016                  | 19-11-2016            | tip10           | -            | met XYLØ                          |
| All We Know                                          | 2016                  | 10-12-2016            | 43              | 5            | met Phoebe Ryan                   |
| Paris                                                | 2017                  | 21-01-2017            | 5               | 14           | met Emily Warren Platina          |
| Something Just Like This                             | 2017                  | 04-03-2017            | 1(1wk)          | 36           | met Coldplay 3x Platina           |
| The One                                              | 2017                  | 08-04-2017            | tip4            | -            |                                   |
| Honest                                               | 2017                  | 19-08-2017            | tip3            | -            |                                   |
| Sick boy                                             | 2018                  | 27-01-2018            | 30              | 11           | Goud                              |
| You Owe Me                                           | 2018                  | 24-02-2018            | tip             | -            |                                   |
| Everybody Hates Me                                   | 2018                  | 24-03-2018            | tip             | -            |                                   |
| Somebody                                             | 2018                  | 28-04-2018            | tip             | -            | met Drew Love                     |
| This Feeling                                         | 2018                  | 29-09-2018            | tip11           | -            | met Kelsea Ballerini              |
| Side Effects                                         | 2018                  | 13-10-2018            | 44              | 2            | met Emily Warren                  |
| Beach House                                          | 2018                  | 24-11-2018            | tip             | -            |                                   |
| Hope                                                 | 2018                  | 22-12-2018            | tip8            | -            | met Winona Oak                    |
| Who Do You Love                                      | 2019                  | 16-02-2019            | 21              | 17           | met 5 Seconds of Summer           |
| Call You Mine                                        | 31-05-2019            | 08-06-2019            | tip4            | -            | met Bebe Rexha                    |
| Takeaway                                             | 26-07-2019            | 28-09-2019            | 36              | 11           | met Illenium & Lennon Stella Goud |
| Family                                               | 06-12-2019            | 07-12-2019            | tip2            | -            | met Kygo                          |
| Jungle                                               | 2023                  | 22-10-2023            | 17              | 26*          | met Alok                          |

### NPO Radio 2 Top 2000
| Nummer met noteringen in de NPO Radio 2 Top 2000 | '17 | '18 | '19 | '20 | '21  | '22 | '23 | '24  |
| ------------------------------------------------ | --- | --- | --- | --- | ---- | --- | --- | ---- |
| Something Just Like This (met Coldplay)          | 668 | 593 | 739 | 777 | 1004 | 762 | 840 | 1214 |

1. ↑  Een vetgedrukt getal geeft de hoogste notering aan.
2. ↑  2017 was het eerste jaar met een notering voor dit nummer.